# ФК Младост Бачки Јарак
ФК Младост Бачки Јарак је фудбалски клуб из Бачког Јарка, општина Темерин, и тренутно се такмичи у Српској лиги Војводина, трећем такмичарском нивоу српског фудбала.

## Историја
Фудбалски клуб у Бачком Јарку је основан лета 1947. године и први назив му је био Јединство. 
Највећи клупски успех остварен је у лето 1995. године када се Младост након двомеча квалификација против суботичког Спартака (0:2; 1:1) пласирала у Прву лигу СР Југославије сезона 1995/96. Након друге сезоне 1996/97. клуб се због финансијских потешкоћа сели у нижи ранг.
Након победе у бараж сусрету против Тисе из Адорјана (2:0; 0:2), Младост се лета 2025. године након седам година одсуства вратила у трећи ранг српског фудбала (Српска лига Војводина).

## Успеси
- ВФЛ Југ
Освајач: 2016/17.
Другопласиран: 2024/25.